# 莲花海 (祥云)
莲花海也称莲花湖，位于中国云南省祥云县禾甸镇境内，地处上莲、小棚、大棚、上赤4个自然村之间，因昔日湖内盛开莲花而得名。莲花湖长3.5千米，宽1.2千米，水域面积4.2平方千米，湖区控制流域20平方千米，是候鸟常年过冬和附近居民放牧的主要场所。。